# Nekrolog 1249
Nekrolog
◄◄
| ◄
| 1245
| 1246
| 1247
| 1248
| 1249 | 1250 | 1251 | 1252 | 1253 | ► | ►►
Weitere Ereignisse | Allgemeiner Nekrolog 1249
Die Beschreibung der verstorbenen Person sollte so kurz wie möglich gehalten sein und nur deren signifikante Tätigkeit(en) enthalten.
Neue Namen ggf. auch unter dem Geburts- und Sterbedatum, also etwa unter 1. Januar und im Geburts- und Sterbejahr (2024) eintragen (nur bei entsprechender großer Wichtigkeit). Für Beispiele siehe die schon vorhandenen Artikel.
Außerdem über die fünf zuletzt Verstorbenen, zu denen es einen ausreichend guten Artikel für eine Präsentation auf der Hauptseite gibt, nach der todesbedingten Überarbeitung der Artikel ggf. auch unter Wikipedia Diskussion:Hauptseite informieren und sie am besten auch in den anderen Wikipedia-Sprachversionen eintragen. Tipp: Regelmäßig bei news.google.de nach „ist tot“, „gestorben“ oder „verstorben“ suchen.
Wenn eine Person gestorben ist, gibt es viele Seiten zu dieser Person in der Wikipedia, die davon auch betroffen sind und entsprechend aktualisiert werden müssen. Beispiele: Namenübersichtsseite, Geburtsjahr, Geburtsort-Seiten und viele mehr.
Wie finde ich die betroffenen Seiten?
Im Suchfeld auf der linken Seite gibt man den Suchbegriff so ein: „Vorname Nachname“. Dann klickt man auf Volltext und alle Seiten mit entsprechendem Suchtext werden aufgerufen. Hier sieht man dann schnell, wo auch das Todesjahr Sinn macht oder sogar ein Teil des Artikels angepasst werden muss. Auch hilft das „Werkzeug“ auf der linken Seite sehr gut, um solche Seiten aufzufinden: „Links auf diese Seite“. Somit ist die Wikipedia wieder aktuell in allen Bereichen! Hinweis: bei Eintragung der Kategorie „Gestorben JAHR“ wird der Missbrauchsfilter 49 ausgelöst, was jedoch nicht schlimm ist. Siehe: Spezial:Missbrauchsfilter/49
Dies ist eine Liste von im Jahr 1249 verstorbenen bekannten Persönlichkeiten. Die Einträge erfolgen innerhalb der einzelnen Daten alphabetisch sortiert. Tiere sind im Nekrolog für Tiere zu finden.

## Januar
| Tag        | Name                    | Beruf, bekannt als             | Alter | Beleg |
| ---------- | ----------------------- | ------------------------------ | ----- | ----- |
| 15. Januar | Archambault IX.         | Herr von Bourbon-l’Archambault |       |       |
| 16. Januar | Lüthold II. von Rötteln | Bischof von Basel (1238–1248)  |       |       |

## März
| Tag      | Name                        | Beruf, bekannt als                                                           | Alter | Beleg |
| -------- | --------------------------- | ---------------------------------------------------------------------------- | ----- | ----- |
| 9. März  | Siegfried III. von Eppstein | Erzbischof von Mainz, Reichserzkanzler, Reichsverweser und Päpstlicher Legat |       |       |
| 25. März | Peter                       | Graf von Vendôme                                                             |       |       |
| 27. März | Otto III. von Holland       | Bischof von Utrecht                                                          |       |       |

## April
| Tag       | Name            | Beruf, bekannt als                                 | Alter | Beleg |
| --------- | --------------- | -------------------------------------------------- | ----- | ----- |
| 13. April | Leutold I.      | steirischer Politiker                              |       |       |
| April     | Petrus de Vinea | Kanzler des Kaisers Friedrich II. von Hohenstaufen |       |       |

## Mai
| Tag | Name               | Beruf, bekannt als                          | Alter | Beleg |
| --- | ------------------ | ------------------------------------------- | ----- | ----- |
| Mai | Richard von Chieti | Graf von Chieti, Sohn Kaiser Friedrichs II. |       |       |

## Juni
| Tag      | Name                  | Beruf, bekannt als                                  | Alter | Beleg |
| -------- | --------------------- | --------------------------------------------------- | ----- | ----- |
| 5. Juni  | Hugo X. von Lusignan  | Herr von Lusignan, Graf von La Marche und Angoulême |       |       |
| 6. Juni  | Eustorgue de Montaigu | lateinischer Erzbischof von Nikosia                 |       |       |
| 7. Juni  | Wizlaw I.             | Fürst von Rügen                                     |       |       |
| 28. Juni | Adolf I. von der Mark | Sohn von Friedrich von Berg-Altena                  |       |       |

## Juli
| Tag      | Name                   | Beruf, bekannt als                                         | Alter | Beleg |
| -------- | ---------------------- | ---------------------------------------------------------- | ----- | ----- |
| 6. Juli  | Rudolf III.            | Graf von Laufenburg, zweiter Sohn Rudolfs II. von Habsburg |       |       |
| 8. Juli  | Alexander II.          | König von Schottland                                       | 50    |       |
| 15. Juli | Heinrich von Hohenlohe | Hochmeister des Deutschen Ordens                           |       |       |
| 19. Juli | Jacopo Tiepolo         | Doge von Venedig                                           |       |       |

## August
| Tag        | Name             | Beruf, bekannt als                     | Alter | Beleg |
| ---------- | ---------------- | -------------------------------------- | ----- | ----- |
| 13. August | Irmgard von Berg | Tochter des Grafen Adolf III. von Berg |       |       |

## September
| Tag           | Name         | Beruf, bekannt als | Alter | Beleg |
| ------------- | ------------ | ------------------ | ----- | ----- |
| 27. September | Raimund VII. | Graf von Toulouse  | 52    |       |

## Oktober
| Tag         | Name           | Beruf, bekannt als                                                                    | Alter | Beleg |
| ----------- | -------------- | ------------------------------------------------------------------------------------- | ----- | ----- |
| 9. Oktober  | Peter Karlotus | unehelicher Sohn König Philipps II. August von Frankreich, Bischof und Graf von Noyon |       |       |
| 23. Oktober | Johannes Bonus | italienischer Laienbruder                                                             |       |       |

## November
| Tag          | Name                      | Beruf, bekannt als                                   | Alter | Beleg |
| ------------ | ------------------------- | ---------------------------------------------------- | ----- | ----- |
| 15. November | Guillaume III. des Barres | Herr von Oissery und La Ferté-Alais                  |       |       |
| 23. November | As-Salih                  | sechster Sultan der Ayyubiden in Ägypten (1240–1249) |       |       |

## Dezember
| Tag          | Name                      | Beruf, bekannt als     | Alter | Beleg |
| ------------ | ------------------------- | ---------------------- | ----- | ----- |
| 18. Dezember | Konrad II. von Riesenberg | Bischof von Hildesheim |       |       |

## Datum unbekannt
| Tag       | Name                   | Beruf, bekannt als                                                 | Alter | Beleg |
| --------- | ---------------------- | ------------------------------------------------------------------ | ----- | ----- |
|           | Johann I.              | Graf von Dreux (1234–1249); Graf von Braine                        |       |       |
| vor April | Johann I. von Montfort | Graf von Montfort-l'Amaury                                         |       |       |
|           | Ludwig                 | Graf von Ravensberg (1221–1249)                                    |       |       |
|           | Ulrich II.             | Landrichter und Vogt                                               |       |       |
|           | Wilhelm                | Dompropst zu Schwerin und Bischof des Bistums Schwerin (1248–1249) |       |       |
|           | Wilhelm von Auvergne   | scholastischer Philosoph, Bischof von Paris                        |       |       |
|           | Abu Zakariya Yahya I.  | Herrscher der Hafsiden in Ifriqiya (1229–1249)                     |       |       |